# Berndt Lindfors
Berndt Lindfors (21 ottobre 1932 – 19 febbraio 2009) è stato un ginnasta finlandese.

## Palmarès

### Olimpiadi
- 2 medaglie:
  - 2 bronzi (Helsinki 1952 a squadre; Melbourne 1956 a squadre)